# Amboy (California)
Amboy è una comunità non incorporata degli Stati Uniti d'America, situata in California, nella contea di San Bernardino.

## Geografia fisica

### Territorio
La città si trova a sud dei Monti Granite, dei Monti Providence e della Riserva nazionale di Mojave. Adiacente a sud si trova il caratteristico Cratere Amboy, e proseguendo a sudest, i Monti Bullion. A sud si trova il Lago Bristol e la comunità di Cadiz.
Amboy era una volta una tappa importante lungo la famosa Route 66, ma ha visto un numero di visitatori molto inferiore dall'apertura dell'Interstate 40 a nord nel 1973. Amboy ospita il Roy's Motel and Café, un punto di riferimento della Route 66.
La città ha un totale di 10 edifici sopravvissuti e una popolazione di gran lunga inferiore ai 20 pubblicizzati. Secondo il Los Angeles Times, la popolazione della città è di circa quattro persone. Anche un residente intervistato in un breve documentario del 2014 indica che la popolazione è di quattro, tutti uomini.

## Storia
Sebbene Amboy sia stata fondata per la prima volta nel 1858, la città non fu fondata fino al 1883. Lewis Kingman, un ingegnere di localizzazione per la Atlantic and Pacific Railroad, creò la città come la prima di una serie di stazioni ferroviarie in ordine alfabetico che dovevano essere costruite attraverso il Deserto del Mojave. Il nome è stato probabilmente preso da una località negli Stati Uniti orientali.
Nel 1926, Amboy divenne una città in espansione dopo l'apertura della Route 66. Nel 1938, il Roy's Motel and Café aprì e prosperò grazie alla sua posizione isolata lungo il percorso. Nel 1940, la popolazione di Amboy era aumentata a 65. La sua crescita era legata non solo ai turisti, ma anche alla linea ferroviaria per Santa Fe su cui circolano ancora oggi i treni merci tra Kingman, in Arizona e la BNSF Railway a Barstow, in California.
Durante la Grande depressione e la seconda guerra mondiale, il turismo è diminuito a livello nazionale. Ma il bisogno di alloggio, vitto e benzina dei restanti viaggiatori teneva occupata la città. La città rimase così fino all'apertura dell'Interstate 40 avvenuta nel 1973, che aggirò Amboy.